# 小倉善明
小倉 善明(おぐら よしあき、1937年 - ）は日本の建築家。日建設計で活動し同社取締役、日本建築学会副会長や日本建築家協会会長などを歴任。Studio―O主宰。

## 代表作品
- 新宿NSビル（1982、日本建築学会賞作品賞（1982）／BCS賞（1984）
- 三井住友海上駿河台ビル（1985、BCS賞）
- 三井物産本店ビル（1976、BCS賞（1978）／BELCA賞ロングライフ部門（2002）
- 聖路加国際病院再開発事業（1998、日本建築学会賞業績賞（2000）／BELCA賞ロングライフ部門（1999）
- ソリッドスクエア
- JR東日本本社ビル（BCS賞）
- 東京消防庁本部庁舎（1976）
- 松下電器産業情報通信システムセンター（1992）
- 三井海上千葉ニュータウン本社ビル（1997）
- ゲートシティ大崎（1998）

## 著書
- オフィスルネサンス（共著）彰国社、1986
- 建築がまちを変える―設計組織トップからの提言（共著）日経BP出版センター、2005
- 建築家 善兵衛旅日記―遊んで学んで考える三十一話 日刊建設通信新聞社 2018